# Space Quest VI: The Spinal Frontier
Space Quest VI: The Spinal Frontier est un jeu d'aventure développé et publié par Sierra On-Line en mars 1995 sur PC et Macintosh. C’est le sixième épisode de la série Space Quest se déroulant dans un univers de science-fiction humoristique. Le jeu a été conçu par Josh Mandel  et Scott Murphy et est basé sur le moteur Sierra's Creative Interpreter permettant au joueur de contrôler son personnage via une interface en pointer-et-cliquer.

## Doublage
Le jeu est intégralement doublé en français.
- Marie-Dominique Bayle : Robot serveuse, Sharpie
- Chris Bénard : Singent Flembuckit, Ray Trace, Gérant de l'hôtel, Ordinateur, Djurkwhad, Dorff, Papy Torboyau, Elmo Pug, Morv Blatz
- Philippe Bozo : Roger Wilco, Sydney Circuit
- Flaminio Corcos : Nigel Rancid, P'Tooie, Jebba, Metteur en scène, Officiel de Starcon, Manuel Holo, Docteur Beleauxs, Commandeur Kielbasa, Endodroïde, Blaine Rohmer
- Deborah Perret : Sys Inny, Wriggley, Stellar Santiago
- Stéphane Radoux : Narrateur

## Accueil
| Space Quest VI The Spinal Frontier |      |       |
| Média                              | Nat. | Notes |
| AllGame                            | US   | 3/5   |
| Coming Soon Magazine               | US   | 88 %  |
| Computer Gaming World              | US   | 3/5   |
| Joystick                           | FR   | 70 %  |
| Rétrospective                      |      |       |
| Adventure Gamers                   | US   | 2/5   |
| Adventure Classic Gaming           | US   | 4/5   |